# جوليان فروند
جوليان فروند (بالفرنسية: Julien Freund)‏ هو عضو في المقاومة الفرنسية ‏ وفيلسوف فرنسي، ولد في 9 يناير 1921 في Henridorff ‏ في فرنسا، وتوفي في 10 سبتمبر 1993 في كولمار في فرنسا.